# Цветочные игры
Цветочные игры, или Флоралия (Jocs florals (кат. ˈʒɔks fɫuˈɾaɫs или кат. ˈdʒɔks floˈɾaɫs (лат.: Ludi Florensei)) были основаны в Риме и проводились с 28 апреля по 3 мая. Посвящённые богине Флоре, они проводятся ежегодно с 173 до н. э. и имеют религиозное происхождение.
В настоящее время Цветочные игры проводятся во многих странах, к ним относятся литературные конкурсы, проходящие на каталонском языке, победители в которых награждаются за достижения в прозе и в поэзии. Во Франции название изменилось на Jeux floraux (фр. ʒø floʁo).

## Каталония и Валенсия
Цветочные Игры Каталонии и Валенсии корнями уходят во французские литературные состязания, которые проводила Академия флоралий в Tулузе (Франция). Основанные в 1323 году Sobregaya Companhia de los Siete Trovadores, они проводились вплоть до 1484 года и назывались Играми Неунывающей Науки (в Средневековье «Радостной Наукой» именовалась поэзия). В такие дни на месте проведения игр собирались все трубадуры и поэты Королевства Арагон. Через несколько лет, в 1393, по желанию короля Хуана I Арагонского, «Неунывающая Наука» обосновалась в Барселоне, где под покровительством арагонских монархов и проводили Игры до конца XV века.

### Цветочные игры Барселоны
Возрождение Цветочных Игр в Барселоне пришлось на первое воскресенье мая 1859. Проходило оно под руководством Антони де Бофаруля и Виктора Балагуера и под девизом «Родина, Долг, Любовь». Участники могли претендовать на награды в трёх конкурсных программах: Живой Цветок или премия чести вручалась за лучшую любовную поэму, Золотая Роза (Englantina de oro) — за лучшую патриотическую поэму и Серебряная Фиалка — за лучшую религиозную поэму. В настоящее время, кроме трёх основных, существует и ряд других номинаций. Победитель всех венчается титулом Mestre en Gai Saber (Мастер всех наук).
На протяжении многих лет представители каталонской интеллигенции и политической элиты занимались учреждением Цветочных Игр, деятельность которых способствовала восстановлению престижа каталонской литературной традиции, определяющей диалектные языковые нормы. Мариана Агило выступает за восстановление всех используемых авторами диалектных форм. Антони Бофаруль отстаивает модели языка XVI и XVII веков и диалект, использующийся в Барселоне. Но существует и третий путь, который не подразделяет защитников языка во внутренней структуре Игр на видимых и призрачных, а выступает за барселонское наречие каталонского языка XIX века. Между последними двумя тенденциями существуют некоторые трения. Например, их критикует Фредерик Солер и его окружение. Однако, именно Игры сплачивают сторонников всех идеологий. Республиканцы, консерваторы и молодые новаторы работают вместе. Всё идеологическое разнообразие представлено в поэтических речах, озвученных на Играх, которые видоизменяются в зависимости от внутренних дискуссий и идеологической эволюции участников.

### Цветочные игры Валенсии
Цветочные игры проводились и в Валенсии. Начиная с 1879, они традиционно проходят в здании Lo Rat Penat, ежегодно организующим их в валенсийском сообществе, но с меньшим размахом, чем в конце XIX и начал XX века, из-за участия многочисленных поэтов в литературном рыцарском турнире и количества премий, общее число которых достигает 17-ти.
Помимо наград Живой Цветок, Серебряная Фиалка, Золотая Роза, существуют ещё три конкурсные категории: праздничная поэзия, театр и рассказ, целью которых является поддержка учреждений валенсийской автономии, представленных в лице муниципалитета Валенсии и её представительств, представительств Кастилии и Аликанте, мэрии Валенсии, церкви и т. д.
Звание «Els Jocs Florals de la Ciutat I Regne de Valencia» носят 35 «Mestres d’en Gai Saber», две женщины, лауреаты премии Живой Цветок, а также огромное количество «Достойных писателей», получивших, как минимум, три основные премий Цветочных Игр. Организаторами Игр в своё время были их лауреаты, например, Бласко Ибаньес и Нисето Алькала, а в 1914 и 1999 организаторами стали первые леди мест их проведения. Кроме того, на Играх присутствует Regina (королева), которая получает Cadira d’Or (золотую корону), она избирается поочередно из трёх валенсийских провинции. Торжественное открытие проходит, как правило, в главном театре города при участии максимального количества представителей судейства. На встрече, проведенной в 2008 CXXV раз, в роли Mª Luz Lladró Sala la Regina (устроителем мероприятия) выступал Антонио Гала. Цветочные игры — единственный литературный конкурс, сочетающий в своей программе сразу два языка, испанский и валенсийский.

## Mestres d’en Gai Saber
| - 1861 — Виктор Балагуер - 1862 — Jeroni Rosselló Ribera - 1863 — Жуаким Рубио-и-Ос - 1866 — Marian Aguiló i Fuster - 1867 — Josep Lluís Pons i Gallarza - 1868 — Adolf Blanch i Cortada - 1869 — Francesc Pelagi Briz - 1871 — Jaume Collell i Bancells - 1873 — Tomàs Forteza i Cortès - 1874 — Francesc d’Assís Ubach i Vinyeta - 1875 — Фредерик Солер - 1877 — Анжель Гимера - 1878 — Damas Calvet de Budallés - 1880 — Жасинт Вердагер - 1883 — Josep Franquesa i Gomis | - 1885 — Ramon Picó i Campamar - 1887 — Теренси Мош - 1890 — Joaquim Riera i Bertran - 1892 — Josep Marti i Folguera - 1896 — Anicet de Pagès i de Puig - 1897 — Frederic Rahola - 1898 — Francesc Badenes Dalmau - 1900 — Guillem August Tell i Lafont - 1902 — Miquel Costa i Llobera - 1903 — Joan Maragall i Gorina - 1908 — Apel·les Mestres - 1909 — Joan Alcover i Maspons - 1910 — Llorenç Riber i Campins - 1914 — Manuel Folch i Torres - 1926 — Ramon Garriga i Boixader | - 1931 — Josep Maria de Sagarra - 1936 — Felip Graugés i Camprodon - 1941 — Dènec Perramon - 1949 — Mercè Rodoreda i Gurguí - 1953 — Agustí Bartra - 1958 — Joaquim Boixés - 1959 — Albert Manent - 1961 — Ventura Gassol - 1961 — Narcís Lunes i Boloix - 1963 — Carles Pi i Sunyer - 1967 — Manuel de Pedrolo - 1971 — Ambrosi Carrion - 1971 — Albert Junyent - 1973 — Ramon Muntanyola i Llorach - 1978 — Olga Xirinacs Díaz |

## В Галисии
Первые поэтические состязания Галисии под названием Цветочные игры (Шогос флоралес галис. Xogos florales или Шогос флорайс галис. Xogos florais) и под лозунгом «Отечество. Вера. Любовь» имели место в Ла-Корунье 2 июля 1861 года в Главном театре Коруньи (сейчас — Театр Росалии де Кастро). Первую премию получил Франсиско Аньон за стихотворение «Галисия». Призом первой премии был живой цветок. Среди других призов присуждались серебряные и золотые жасмины, ирисы, фиалки, гвоздики и гиацинты. В 1862 году был опубликован сборник произведений участников первых галисийских Цветочных игр — Álbum de la Caridad (поэзия и доклады). Вслед за этим событием Цветочные игры были проведены в крупнейших городах Галисии: в Понтеведре 11 августа 1861 года, Сантьяго-де-Компостела (1875), Оренсе (1876), Виго (1883), Туй (1891) и Луго (1894).
Также как и в Каталонии, где Цветочные игры проводились во время каталанского возрождения, в Галисии такие же поэтические состязания проходили в период решурдименто — возрождения галисийского языка и литературы 2-й половины XIX века.

## Цветочные игры на международном уровне
С 1909 Цветочные Игры Барселоны и Валенсии дали старт Цветочным Играм на международном уровне. Один только литературный конкурс на эсперанто перед второй мировой войной уже завоевал престиж. Кроме того, в 1914 Цветочные игры проводили в Чили

## Издания
- Álbum de la Caridad : Juegos Florales de La Coruña en 1861, seguido de un mosaico poético de nuestros vates gallegos contempornáneos :  [галис.] / edición costeada por José Pascual López Cortón, á cuyas expensas se celebraron dichos Juegos Florales. — Coruña : Imp. del Hospicio Provincial, a cargo de D. Mariano M. y Sancho, 1862. — LV, 482 p.